# Banareiinae
Banareiinae is een onderfamilie van kreeftachtigen uit de klasse van de Malacostraca (hogere kreeftachtigen).

## Geslachten
- Banareia A. Milne-Edwards, 1869
- Calvactaea Ward, 1933
- Trichia De Haan, 1839